# 金鼎山北路站
金鼎山北路站是昆明地铁4号线的地铁车站，位于中华人民共和国云南省昆明市五华区学府路与金鼎山北路交叉口东侧，于2020年9月23日开通。

## 车站结构
金鼎山北路站位于学府路与金鼎山北路交叉口东侧，沿学府路设置，呈东西走向，为地下两层岛式站台车站，车站长195米，车站地下一层为站厅层，地下二层为站台层，站台设置全高站台门。
| 地面              | 出入口 | A、C出入口 |
| 地下一层          | 站厅   | 客服中心、自动售票机、验票机                                                                                  |
| 地下二层          | 站台   | \| \| \| █ 4号线往金川路（小屯） \| \| 島式 · 開左邊车门 \| \| \| \| \| \| █ 4号线往昆明南火车站（苏家塘） \| |
|                   |        | █ 4号线往金川路（小屯）                                                                                       |
| 島式 · 開左邊车门 |        | |
|                   |        | █ 4号线往昆明南火车站（苏家塘）                                                                               |

## 出入口
金鼎山北路站目前开放2个出入口，各出口及周围设施如下所示：
| 编号                  | 地点               | 建议前往的目的地                                  | 照片 |
| --------------------- | ------------------ | ------------------------------------------------- | ---- |
| 出口 · A              | 金鼎山北路、学府路 | 云南财税管理学院                                  |      |
| 出口 · C · 升降机标志 | 学府路、金鼎山北路 | 中产·花香十里、昆明冶金高等专科学校、西尚林居小区 |      |
| 註： 設有             |                    |                                                   |      |

## 接驳交通

### 公交车
- 阳光果香小区(学府路)：1路，70路，83路，121路，146路，175路

## 车站历史
本站建设时期工程名为金鼎山站，开通前确定以金鼎山北路站作为车站正式名称。
- 2018年12月31日，车站主体结构封顶[2]。
- 2020年9月23日，车站随4号线通车开通[1]。